# Trâm anh thế phiệt
Trâm anh thế phiệt (chữ Hán: 簪纓世閥), hay ở các nước phương Tây còn gọi là tiền cũ (tiếng Pháp: vieux riche [vjø ʁiʃ], tiếng Anh: old money), là một lượng lớn tài sản, của cải thừa kế hay địa vị cao quý của những gia tộc thượng lưu từ lâu đời, chẳng hạn như tầng lớp quý tộc nhỏ và tầng lớp quý tộc, hoặc một người, một gia đình, một dòng họ giàu có và đầy quyền thế nhờ thừa kế chức vị hoặc tài sản. Thuật ngữ này miêu tả tầng lớp của người có tiền và có quyền, những người đã duy trì được vị thế giàu sang, quyền quý của mình qua nhiều thế hệ.

## Từ nguyên
Trong cụm từ "trâm anh thế phiệt" thì chữ trâm 簪 tức là cây trâm cài tóc, không phải chữ châm 針 tức là cái kim, cây kim; chữ anh 纓 có nghĩa là dải mũ (dải vải cài vào mũ để trang trí). Ghép lại hai chữ trâm anh 簪纓 là chỉ đến người cao sang, giàu có và quyền quý.
Chữ "thế" 世 có nghĩa là "đời", còn chữ "phiệt" 閥 ý chỉ những người có quyền thế, quyền lực. Thế phiệt tức là người có quyền thế hay gia sản truyền từ đời này qua đời khác.
Do đó, cả cụm từ trâm anh thế phiệt là để chỉ chung những người cao sang quyền quý có nhiều tiền tài, quyền lực.